# Aleksander Tomasz Stadnicki
Aleksander Tomasz Stadnicki herbu Szreniawa bez Krzyża (zm. w 1766 roku) – podkomorzy kamieniecki w latach 1744–1764, podczaszy latyczowski w latach 1721–1744, cześnik latyczowski w 1721 roku, łowczy buski.
Był posłem województwa podolskiego na sejm 1722 roku.